# 绵恺
绵恺（1795年8月6日—1838年1月18日），愛新覺羅氏，惇恪亲王，清仁宗第三子，隶镶白旗，乾隆六十年六月二十二日寅时生，道光十八年十二月初四日丑时薨，年四十四岁，谥曰恪。母孝和睿皇后。同母弟绵忻，同母姐一，早夭。

## 生平
- 嘉庆十八年，林清变起，绵恺随宣宗捕贼苍震门，得旨褒嘉。
- 嘉庆二十四年，封郡王。
- 道光元年，进亲王。
- 道光三年正月，命绵恺内廷行走。旋以福晋乘轿径入神武门，坐罢，罚王俸五年。上奉太后幸绵恺第，仍命内廷行走，减罚王俸三年。
- 道光七年，坐太监张明得私相往来，复匿太监苑长青，降郡王。
- 道光八年十月，追叙苍震门捕贼，急难御侮，复亲王，谕加意检束。
- 道光十三年五月，绵恺以议皇后丧礼引书“百姓如丧考妣，四海遏密八音”，于义未协，退出内廷，罚王俸十年。
- 道光十八年五月，民妇穆氏诉其夫穆齐贤为绵恺所囚，命定郡王载铨按实，复降郡王，罢一切职任。
- 道光十八年十二月，薨，复亲王。上亲临奠，谥曰恪。奕缵前卒，追封贝勒，命赐福晋郡王半俸。
- 道光二十六年，以皇五子奕誴为绵恺后，袭郡王。

## 家庭

### 妻妾
1. 嫡福晋钮祜禄氏，镶黄旗满洲、兵部尚书尚书福庆長女，生辰為二月十四日，按例被賞銀五十兩。嘉慶十九年正月初二日，福晉位下有家下女子八人，每人月銀五銭。道光三年正月初六日，大学士管理刑部事务戴均元遵旨复审惇亲王绵恺福晋、内阁学士恒龄之妻等违例行走神武门中门行走直行御道一案，同年四月初为大阿哥娶福晋行成婚礼朱笔圈出和硕惇亲王绵恺之福晋等福晋命妇入宴并筵宴，可知數月前其違規之事對其地位並沒大礙。道光十八年十二月初九日，因惇亲王现无子嗣，道光帝着赏给惇亲王福晋郡王半俸以资养赡，俟将来有可承继再行办理。
2. 侧福晋高佳氏（父满洲镶黄旗、陝甘總督高杞，祖父总管内务府大臣高恆，曾祖大学士高斌），生辰為二月初四日，按例赏银二十两。嘉庆十九年正月初二日，高佳氏已為侧室福晋，绵恺給予其月银二十两；高佳氏位下有家下女子二人，每人被給予月銀五钱。
3. 祥格格某氏，生辰為正月初二日，按例被赏银十两；祥格格位下使女一人，每人月银五钱。嘉庆十九年正月初二日，已為阿哥下官女子。
4. 翠格格某氏，生辰為七月十三日，按例被赏银十两；翠格格位下使女一人，每人月银五钱。嘉庆十九年正月初二日，已為阿哥下官女子。

### 子嗣
1. 奕缵，嘉庆二十二年丁丑十二月二十八日卯时生，母嫡福晋钮祜禄氏尚书福庆之女。嘉庆二十五年九月封不入八分辅国公，道光元年辛巳七月初四日酉时卒，年五岁，追封多罗贝勒，无嗣。
2. 嗣子奕誴，原道光帝第五子，道光十一年辛卯六月十五日辰时生，母宣宗成皇帝祥妃钮祜禄氏，郎中久福之女。光绪十五年己丑正月十九日辰时薨，年五十九岁。

## 影視形象
- 滿清十三皇朝 楊仲恩 飾 綿愷

## 延伸阅读
[在维基数据编辑]
 《清史稿·卷221》，出自趙爾巽《清史稿》
 在维基共享资源阅览影像